# Spaceball
Spaceball (англ. космобол) — альбом американского джазового органиста Ларри Янга, записанный под «вывеской» группы Larry Young’s Fuel. Larry Young’s Fuel также название альбома Янга, предшествующего Spaceball, однако только данный альбом считается записанным под именем группы. Альбом записан в Нью-Йорке в 1976 году и в том же году выпущен Arista Records.
Следующий, последний прижизненный альбом артиста The Magician мало известен публике и труднодоступен, и иногда рецензенты ошибочно называют Spaceball последним.

## Особенности
Альбом в целом звучит в стилистике, схожей с предшественником — коммерчески ориентированный фанк. Некоторые композиции имеют своеобразное «космическое» звучание благодаря характерным тембрам аналоговых синтезаторов, а названия наводят на ассоциации с научной фантастикой и космосом. Стиль альбома можно охарактеризовать как космофанк.
Гитарист Ларри Кориэлл принял участие на альбоме как «специальная приглашённая звезда», причём его инструмент не был указан на обложке.

## Отзывы
«Удивительно причудливо-странный альбом, в духе, присущем только Ларри. Фанковый джаз, ранний прогрессивный рок, лаунж-экзотика, эксцентричное диско и прочие типы инструментальной музыки все собраны вместе на этом странном наивном альбоме, который шёл не в ногу с утончённым и гладким миром фьюжна в 1976 году. Синтезаторные тембры выскакивают из звуковой картины и звучат будто ранние синтезаторные записи конца 1960-х, как если бы он только открыл для себя синтезатор с опозданием лет на десять», — пишет обозреватель Prog Archives.
Оценка Allmusic составила 1½ балла из 5 возможных. Пользователи Rate Your Music оценили Spaceball в 3.56 из 5 баллов (42 оценки).

## Список композиций
| №                   | Название            | Автор(ы)                           | Длительность |
| ------------------- | ------------------- | ---------------------------------- | ------------ |
| 1.                  | «Moonwalk»          | Larry Young                        | 5:00         |
| 2.                  | «Startripper»       | Julius Brockington / Terry Philips | 4:44         |
| 3.                  | «Sticky Wicket»     | Julius Brockington / Terry Philips | 9:26         |
| 4.                  | «Flytime»           | Julius Brockington / Terry Philips | 4:50         |
| 5.                  | «Spaceball»         | Larry Young                        | 5:07         |
| 6.                  | «Message From Mars» | Larry Young                        | 7:29         |
| 7.                  | «I'm Aware Of You»  | Larry Young                        | 5:09         |
| Общая длительность: | Общая длительность: | Общая длительность:                | 41:45        |

## Участники
- Ларри Янг — CDX-0652 Portable Moog Organ, Mini-Moog, FRM-S810 Freeman String Symphonizer, орган Hammond B-3, электропиано Fender Rhodes, фортепиано
- Джулиус Блокингтон (Julius Brockington) — Hohner Clavinet, Mini-Moog, фортепиано
- Джим Эллингтон (Jim Allington) — ударные, перкуссия
- Рэй Гомес (Ray Gomez) — гитара
- Дэнни Тоэн (Danny Toan) — гитара
- Эл Локетт (Al Lockett) — тенор- и сопрано-саксофоны, флейта, вокал
- Дэйв Эубэнкс (Dave Eubanks) — бас
- Барретт Янг (Barrett Young) — перкуссия
- Фарук (Farouk) — перкуссия
- Абдул Хаким (Abdoul Hakim) — пекуссия
- Клиффорд Браун (Clifford Brown) — перкуссия
- Ларри Кориэлл — «Special Guest Star»